# Institut de France

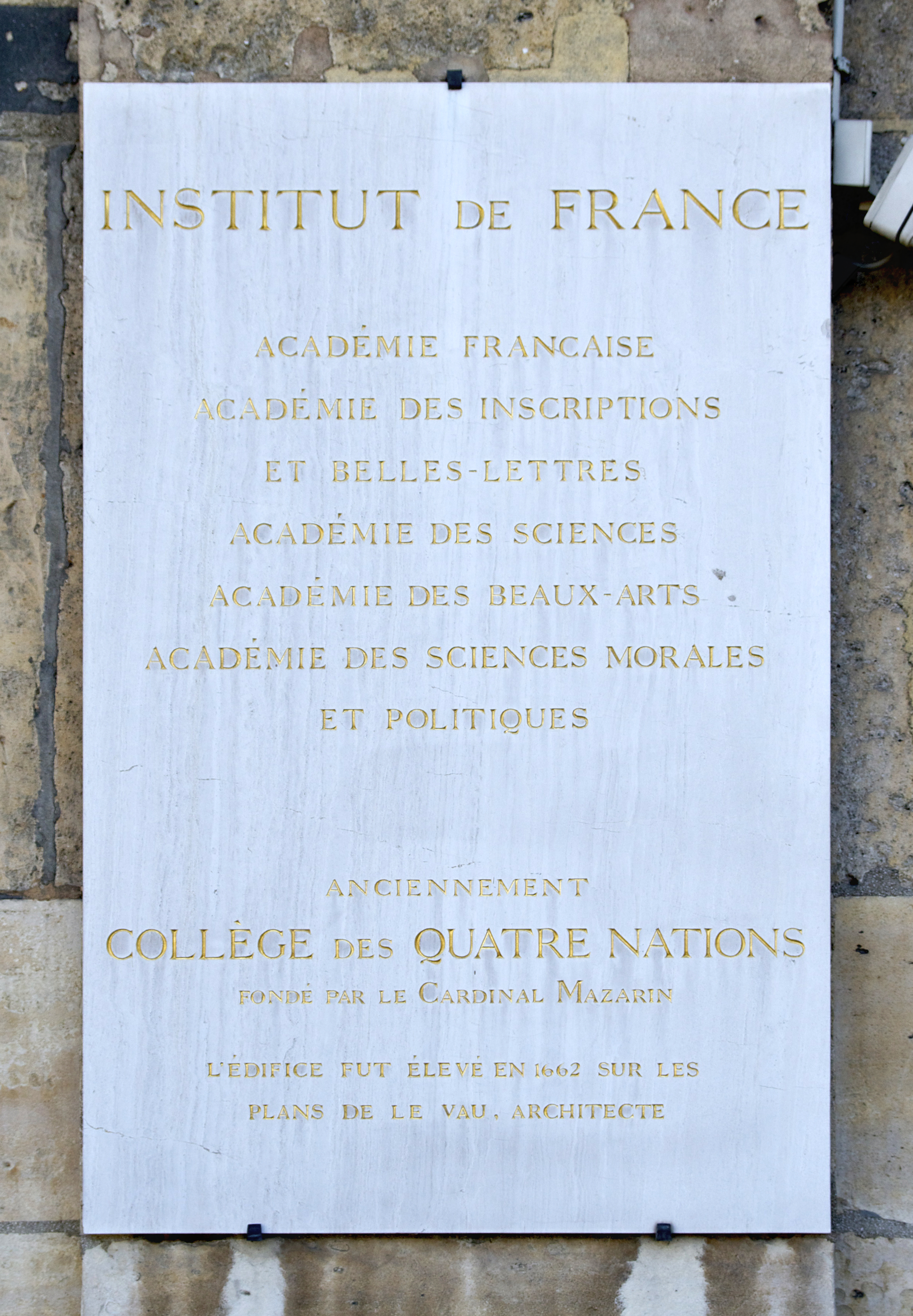
Institut de France

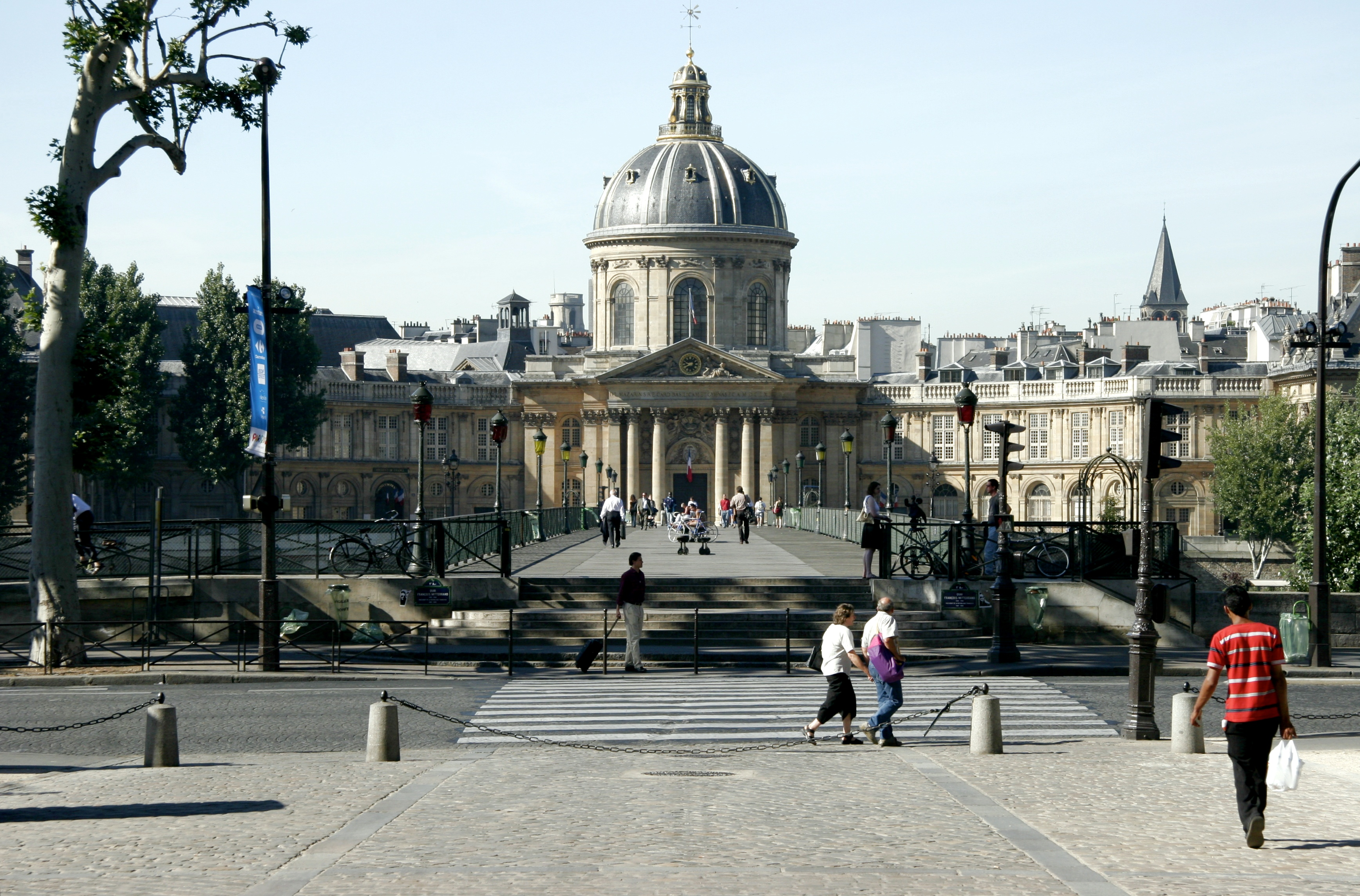
Institut de France von der Pont des Arts aus gesehen

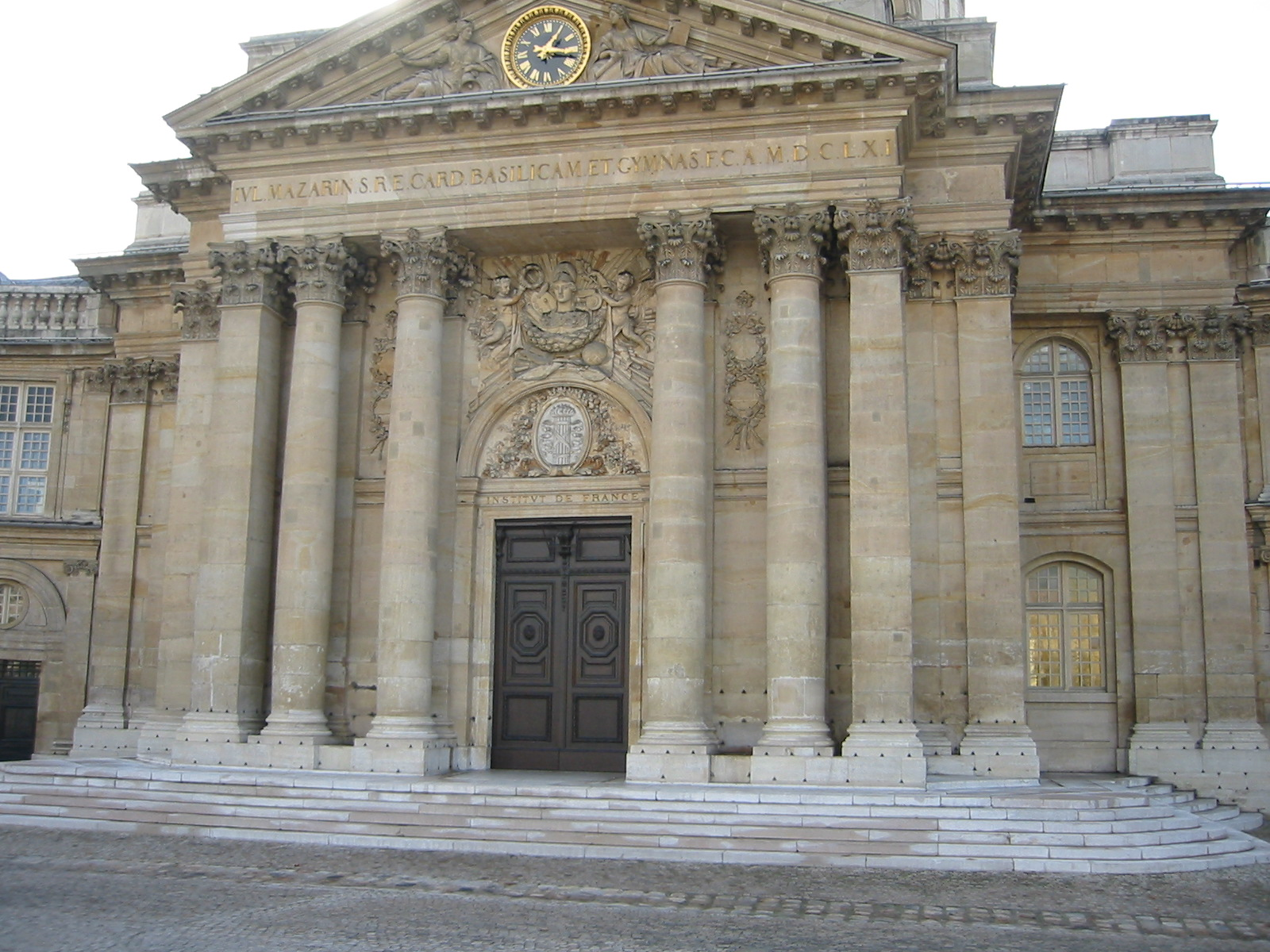
Eingang zum Institut de France

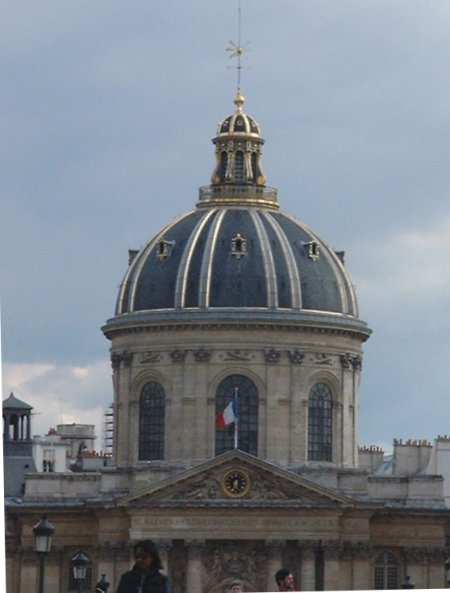
Kuppel des Institut de France

Das Institut de France ist eine wissenschaftliche Vereinigung in Frankreich mit Sitz im Collège des Quatre Nations in Paris. 

## Geschichte
Das Institut de France wurde nach Auflösung der königlichen Akademien während der Französischen Revolution am 25. Oktober 1795 als Institut National des Sciences et Arts als Dachorganisation und oberstes Organ der neuen, nunmehr staatlichen Akademien gegründet. Es vereint folgende Organisationen:
- Académie française
- Académie des Beaux-Arts
- Académie des Inscriptions et Belles-Lettres
- Académie des sciences
- Académie des sciences morales et politiques

## Organisation
An der Spitze des Institut de France stehen als Präsidenten im jährlichen Wechsel der Ständige Sekretär der Académie française bzw. die Präsidenten der anderen angeschlossenen Akademien. Der für eine Dauer von drei Jahren gewählte Kanzler (chancelier de l'Institut de France) ist aktuell Xavier Darcos. 
Das Institut de France wird durch Privatunternehmen und Einzelpersonen gefördert und gibt jährliche Publikationen durch die Akademien und die wissenschaftlichen Gesellschaften heraus. Besondere Pflege wird der naturwissenschaftlichen und naturgeschichtlichen Forschung zuteil durch das Collège de France und das Muséum national d’histoire naturelle.

## Preise
Das Institut de France verleiht zahlreiche Preise, darunter den Prix Bordin, den Osiris-Preis, den D’Animale-Preis, den Prix Montyon („Montyon-Preis“) und den Jaffe-Preis.

## Kulturgut des Institut de France und der angeschlossenen Akademien
Das Institut de France und die ihm angeschlossenen Akademien verwalten folgende Stiftungen:
- Institut de France:
  - seit 1884 die Stiftung d’Aumale: Schloss Chantilly mit seiner Domäne, dem Musée Condé und dem „Musée Vivant du Cheval“ in Chantilly
  - seit 1904 die Stiftung Siegfried: Schloss Langeais in Langeais
  - seit 1905 die Stiftung Dosne-Thiers: Hôtel particulier Dosne-Thiers und seine Bibliothek in Paris
  - seit 1912 die Stiftung Jacquemart-André:
    - Hôtel particulier Jacquemart-André und das gleichnamige Museum in Paris
    - Kloster Chaalis und ihre Domäne in Fontaine-Chaalis

  - seit 1919 die Stiftung Edmond de Rothschild: Haus des Institut de France in London (im Zweiten Weltkrieg zerstört und seit 1952 an einer anderen Adresse in London ansässig)
  - seit 1928 die Stiftung Astor: Manoir und Domäne von Kerazan in Loctudy
  - seit 1928 die Stiftung Théodore Reinach: Villa Kérylos in Beaulieu-sur-Mer
  - seit 1997 die Stiftung André Bussinger: Schloss Braux-Sainte-Cohière in Braux-Sainte-Cohière
- Académie française:
  - seit 1985 die Stiftung Herzog und Herzogin von Castries: Schloss Castries in Castries (Hérault)
- Académie des beaux-arts:
  - seit 1932 die Stiftung Paul Marmottan: Musée Marmottan Monet in Paris und Bibliothèque Marmottan in Boulogne-Billancourt
  - seit 1934 die Stiftung Ephrussi de Rothschild: Villa Ephrussi de Rothschild in Saint-Jean-Cap-Ferrat
  - seit 1966 die Stiftung Claude Monet: Haus und Garten Claude Monet in Giverny
- Académie des sciences:
  - seit 1897 die Stiftung Antoine d’Abbadie: Schloss Abbadie in Hendaye
  - seit 1992 die Stiftung Haus Louis Pasteur: Haus von Louis Pasteur in Arbois (Jura)